# George Meredith

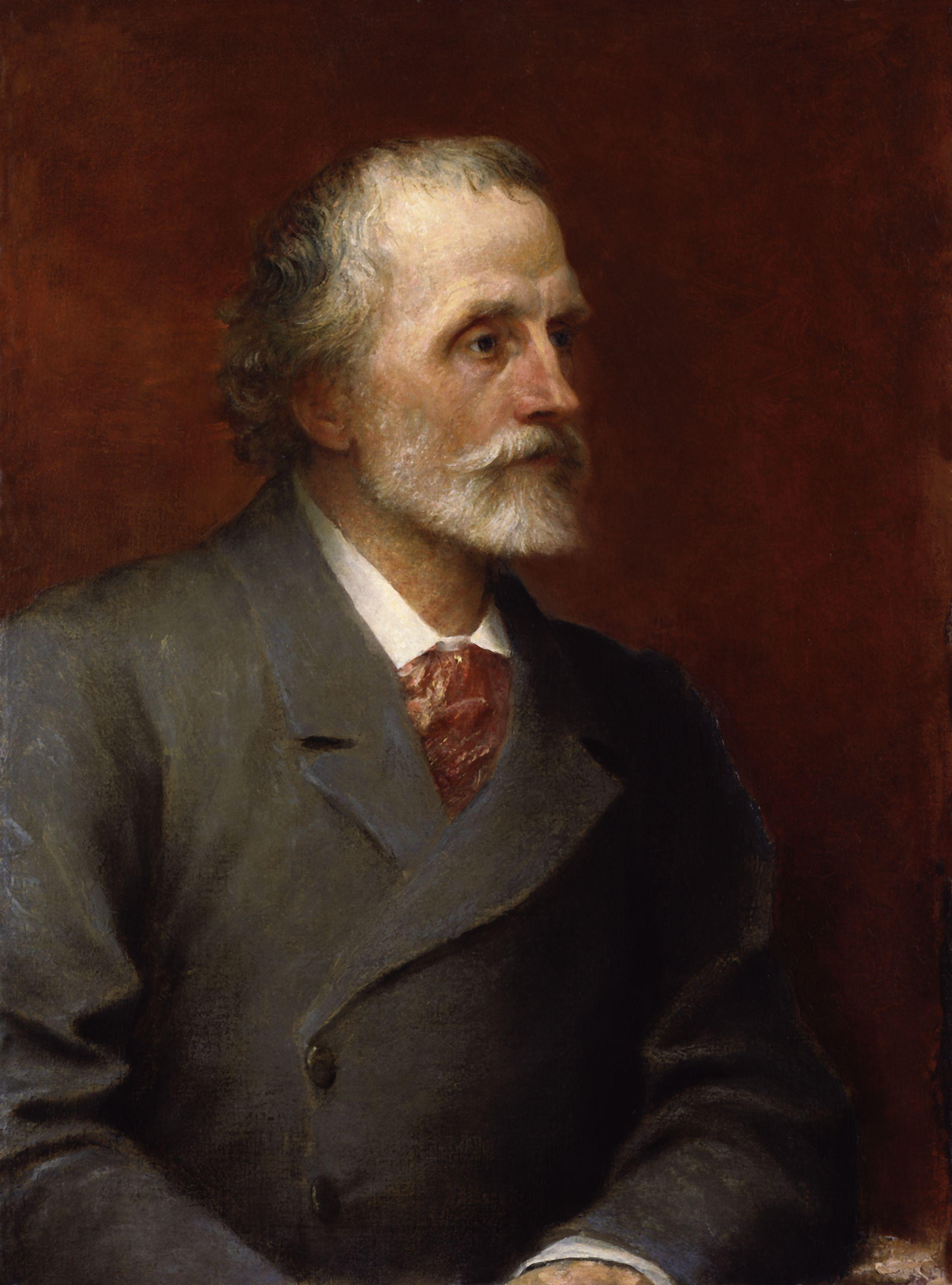
George Meredith, George Frederic Watts, 1893

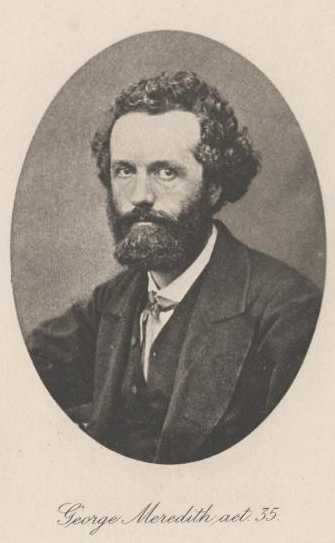
George Meredith im Alter von 35 Jahren

George Meredith (* 12. Februar 1828 in Portsmouth; † 18. Mai 1909 in Flint Cottage nahe Dorking) war ein englischer Schriftsteller und Lyriker.

## Leben
Nach dem frühen Tod seiner Mutter wuchs er zunächst in seiner Geburtsstadt auf. Im Alter von 14 Jahren wurde er auf ein Institut der Herrnhuter Brüdergemeine in Neuwied in Deutschland geschickt, das er zwei Jahre lang besuchte. Nach Beendigung seiner schulischen Ausbildung studierte er Rechtswissenschaft und arbeitete nach seinem Studium als Anwalt. Diese Tätigkeit gab er jedoch bald auf, um sich der Literatur zuzuwenden.
Zunächst war er als Journalist tätig. In Zeitschriften wurden auch seine ersten literarischen Versuche, meist Gedichte und Sonette, veröffentlicht. Im Jahr 1851 erschien sein erster Gedichtband, wenig später die Sonettsammlung Modern Love. Mehrere Romane folgten; u. a. Emilia (1864) und ein Jahr später Rhoda Fleming. Sein erster Roman The Ordeal of Richard Feverel, mit dem er erste Beachtung als Romanschriftsteller erlangte, wurde aus moralischen Gründen allerdings verboten.
Gegen 1865/1866 ging Meredith nach Italien. Hier war er als Kriegsberichterstatter während des Deutschen Krieges von 1866 tätig. Zurückgekehrt nach England, ließ er sich in Surrey nieder und setzte seine schriftstellerische Arbeit fort. In der Folgezeit kamen noch weitere Romane und Gedichtbände zur/
Veröffentlichung.
Er verstarb 1909 in der Nähe von Dorking.
Das Gedicht The Lark Ascending von Meredith hat den englischen Komponisten Ralph Vaughan Williams zu der gleichnamigen Komposition inspiriert. Auszüge des Gedichtes stellte Williams der Partitur voran.

## Hauptwerke
Romane
- The Shaving of Shagpat: An Arabian Entertainment (1885, dated 1856)
- Farina: A Legend of Cologne (1857)
- The Ordeal of Richard Feverel: A History of Father and Son (1859); (dt. Richard Feverel)
- Evan Harrington; or, He Would Be a Gentleman (1860)
- Emilia in England (1864; renamed Sandra Belloni, 1889)
- Rhoda Fleming (1865)
- Vittoria (1867)
- The Adventures of Harry Richmond (1871); (dt. Harry Richmonds Abenteuer)
- Beauchamp’s Career (1875, dated 1876)
- The Egoist: A Comedy in Narrative (1879); (dt. Der Egoist)
- The Tragic Comedians (1880) 
  - Die tragischen Komödianten. Eine wohlbekannte Geschichte in neuem Licht. Übersetzung Irma Wehrli, Nachwort Hanjo Kesting. Zürich : Manesse, 2007 ISBN 978-3-7175-2132-7 (über Ferdinand Lassalle)
- Diana of the Crossways (1885); (dt. Diana vom Kreuzweg)
- One of Our Conquerors (1891)
- Lord Ormont and His Aminta (1894)
- The Amazing Marriage (1895)
- Celt and Saxon (1910; unfinished)

Lyrik – Auswahl
- Poems (1851), including the first version of ‘Love in the Valley”
- Modern Love, and Poems of the English Roadside, with Poems and Ballads (1862)
- Poems and Lyrics of the Joy of Earth (1883)
- Ballads and Poems of Tragic Life (1887)
- A Reading of Earth (1888)
- Poems. The Empty Purse. With Odes to the Comic Spirit, to Youth in Memory, and Verses (1892)
- Odes in Contribution to the Song of French History (1898)
- A Reading of Life, with Other Poems (1901)
- Last Poems (1909)
- George Meredith – Gedichte online

weitere Veröffentlichungen
- The House on the Beach (1877)
- The Case of General Ople and Lady Camper (1890)
- The Tale of Chloe (1890), three short stories
- An Essay on Comedy (1897)